# Olympische Jugend-Sommerspiele 2014/Teilnehmer (Nordkorea)
| Gelbes Symbol für Goldmedaillen mit stilisierten Olympischen Ringen | Graues Symbol für Silbermedaillen mit stilisierten Olympischen Ringen | Braundes Symbol für Bronzemedaillen mit stilisierten Olympischen Ringen |
| ------------------------------------------------------------------- | --------------------------------------------------------------------- | ----------------------------------------------------------------------- |
| 3                                                                   | 2                                                                     | —                                                                       |

Die Jugend-Olympiamannschaft aus Nordkorea für die II. Olympischen Jugend-Sommerspiele vom 16. bis 28. August 2014 in Nanjing (Volksrepublik China) bestand aus sechs Athleten.

## Athleten nach Sportarten

### Gewichtheben
| Mädchen - Ri Song-gum Federgewicht: Silber - Jong Chun-hui Leichtgewicht: Silber | Jungen - Pak Jong-ju Federgewicht: Gold |

### Ringen
| Mädchen - Kim Son-hyang Freistil bis 46 kg: Gold | Jungen - Ri Se-ung Griechisch-römisch bis 42 kg: Gold |

### Rudern
Jungen
- Choe Ryong-hyok
Einer: 24. Platz